# Fusciphantes nojimai
Fusciphantes nojimai là một loài nhện trong họ Linyphiidae.
Loài này thuộc chi Fusciphantes. Fusciphantes nojimai được Ihara miêu tả năm 1995.